# Rodney Robert Porter
Rodney Robert Porter (Newton-le-Willows, 1917. október 8. – 1985. szeptember 6.) angol biokémikus. 1972-ben Gerald Edelmannal megosztva elnyerte az orvostudományi Nobel-díjat az antitestek szerkezetének felfedezéséért. 

## Élete
Rodney Robert Porter 1917. október 8-án született a Lancashire-beli Newton-le-Willows kisvárosban. Apja Joseph L. Porter vasúti tisztviselő, anyja Isobel Reese Porter volt. Iskoláit Ashton-in-Makerfieldben végezte, majd 1939-ben BSc fokozatot szerzett a Liverpooli Egyetemen. Ezután az Oxfordi Egyetemre ment, ő volt Frederick Sanger (későbbi kétszeres Nobel-díjas) első PhD-hallgatója. A második világháborúban a brit hadsereg műszaki csapatainál szolgált. 1942-ben részt vett Algéria megszállásában, majd Szicíliában és Olaszországban harcolt. A brit mediterrán erők kötelékében Olaszországban, Ausztriában, Görögországban és Krétán teljesített szolgálatot 1946-ig, amikor őrnagyként leszerelt. Visszatért az egyetemre és 1948-ban megkapta a PhD fokozatot.
Porter egy évet Cambridge-ben dolgozott, majd 1949-ben a londoni National Institute of Medical Research munkatársa lett egészen 1960-ig. Ekkor lett a St. Mary's Hospitalban az immunológia professzora. 1967-től az Oxfordi Egyetem Trinity College-ében a biokémia professzora volt. 

## Tudományos munkássága

Az antitest szerkezete

Porter Sanger laboratóriumában a fehérjék kémiai szerkezetével foglalkozott. 1948-ban kezdte kutatni az ellenanyagok felépítését, de Londonba költözése után a fehérjék kromatográfiás frakcionálására tért át. 1958-ban újra elővette az ellenanyagokat és rájött, hogy papainos (fehérjevágó enzim) emésztés után azok három nagyjából egyforma darabra esnek szét. Ebből kettő megtartotta az antitestek specifikus kötőképességét (Fab fragmentek) a harmadik, kristályosítható rész (Fc fragment) viszont nem. Gerald M. Edelman 1959-61-ben kimutatta, hogy az antitestek fehérjeláncait a ciszteinek diszulfidhídjai kötik össze. Porter ezeket felbontva felfedezte, hogy az antitestek két nehéz és két könnyű láncból állnak és egy könnyű és nehéz lánc alkotja közösen a kötőrészt. Munkájukért Porter és Edelman 1972-ben orvostudományi Nobel-díjat kapott.
Porter a későbbiekben az immunrendszer komplementrendszerében részt vevő fehérjéket és géneket tanulmányozta.
1964-től tagja volt a brit Royal Societynek, 1972-től pedig az Amerikai Tudományos Akadémiának. 

## Családja
Rodney Porter 1948-ban házasodott össze Julia Frances New-val. Két fiuk (Nigel és Tim), valamint három lányuk (Susan, Ruth és Helen) született.
Rodney Robert Porter 1985. szeptember 6-án végzetes közúti balesetet szenvedett Winchester közelében. 1991-ben róla nevezték el az Oxfordi Egyetem glikobiológiai intézetének épületét. 